# جان مارتينياك

شعار يان مارتينياك

جان مارتينياك (ولد في 20 يونيو 1939، بولندا) كان رئيس أساقفة سابق ومتروبوليت للأرشيفات الكاثوليكية الأوكرانية في برزيميل وارسو في بولندا عند إنشائها في 24 مايو 1996 وكان سابقًا رئيس أساقفة أبرشية برزيميل، وأعيد إنشائه بعد سقوط الشيوعية عام 1991.

## سيرة شخصية
ولد جان مارتينياك في منتجعات صحية بالقرب من ستاري سامبر رايون من فازيال و ماريا زيغموند، وهي عائلة تعمل بالزراعة. تلقيت معموديته وتأكيده في 24 يونيو 1939 في الكنيسة الكاثوليكية اليونانية في ترزوي. أمضى سنوات في أحد المنتجعات الصحية، حيث كانت الحياة الدينية لسكان النفوذ المهيمن هي دير القديس أونوفري الباسيليان الشهير في شوروي المجاورة. صيغت والد متروبوليتان المستقبلي خلال الحرب العالمية الثانية من قبل الجيش السوفيتي وقتل في معسكر أسرى حرب ألماني بالقرب من دريسدن.
في عام 1946 أُجبر مع والدته وإخوته على مغادرة وطنهم في عملية الترحيل. استقرت عائلته في قرية في مقاطعة نيو واليسزو في سيليزيا السفلى. أكمل تعليمه الابتدائي عام 1954، ثم المدرسة الثانوية في بيستريكا، وحصل على شهادة الثانوية العامة عام 1958. وراغبًا في تكريس نفسه لدولة رجال الدين، درس مارتينياك اللاهوت في المدرسة الإكليريكية في فروتسواف وتخرج في عام 1964، وتلقى رسامته الكهنوتية على يد رئيس الأساقفة بوليسلاف كومينيك. عمل قيِّمًا في رعية الكنيسة الرومانية الكاثوليكية لملائكة الجارديان في والبرزج (1964). بعد عام من العمل الرعوي بهدف الدراسة في إيطاليا، رفضت السلطات البولندية إصدار جواز سفر له. في هذه الحالة، بدأ دراسته في مجال الدفاعيات في الأكاديمية اللاهوتية الكاثوليكية في وارسو. قام مارتينياك لاحقًا بتعميق معرفتهم بمعهد الرئيسيات للحياة الداخلية.
في السنوات 1969 – 70 كان مارتينياك مساعدًا في المدرسة اللاهوتية الرئيسية في فروتسواف، وفي عام 1973 تلقى محاضرات في فرع غورزو للأكاديمية اللاهوتية الكاثوليكية. في عام 1974 أصبح البؤرة الاستيطانية للكنيسة الكاثوليكية اليونانية في ليجنيكا. سرعان ما أصبح عميدًا.
في 22 كانون الأول (ديسمبر) 1981، منحه الرئيس البولندي جوزيف غليمب وظيفة النائب العام لأتباع الطقوس البيزنطية الأوكرانية لنيابة الجنوب. في 20 يوليو 1989 عين فارديميساني أسقفًا فخريًا وأسقفًا مساعدًا للرئيس البولندي، وهو عادي للمؤمنين من الطقوس الشرقية في بولندا من قبل البابا يوحنا بولس الثاني. في 16 سبتمبر 1989 رُسم أسقفًا على ياسنا غورا.
في 16 كانون الثاني (يناير) 1991، أعيد التنشيط العادي بعد 45 عامًا من أبرشية برزيميسل من الطقوس البيزنطية الأوكرانية للكرسي الرسولي.
في 31 مايو 1996، عين مارتينياك رئيس أساقفة ومتروبوليت متروبوليت يونايت الذي شكل كنيسة برزمايسل-وارسو الأوكرانية اليونانية الكاثوليكية من قبل البابا يوحنا بولس الثاني. نصب الأبرش في كاتدرائية القديس يوحنا المعمدان في برزيميسل في 17 أغسطس 1996.
في عام 2005 حصل على وسام فارس من وسام إعادة الميلاد البولندي في عام 2007 - وسام الأمير ياروسلاف الحكيم من الفئة الخامسة.
في عام 2009، طلب جيش الاتحاد العالمي في مقاطعة فولينيا من رؤساء الأساقفة ستانسلاف دزيويسز وكازيميرز نيكز وجوزيف ميتشاليك دعم الاحتجاج على سلوك جون مارتينياك والأسقف الروم الكاثوليك ولودزميرز جوسكزاك، متهمًا إياهم بالتشهير بالأب تاديوس إيزاكوفيتش. زاليسكي، تزوير التاريخ وإيجاد أرضية مناسبة لإحياء القومية الأوكرانية.

## روابط خارجية
- http://www.gcatholic.org/dioceses/diocese/prze1.htm
- http://www.catholic-hierarchy.org/bishop/bmartyn.html
- http://webmgr.cerkiew.net/page.php؟3 نسخة محفوظة 11 مارس 2016 على موقع واي باك مشين.
- https://web.archive.org/web/20110519075326/http://www.president.gov.ua/documents/6574.html
- https://web.archive.org/web/20100119064335/http://www.apostolische-nachfolge.de/europa_3.htm
- https://web.archive.org/web/20140411073221/http://www.ugcc.org.ua/38.0.html